# Liste des évêques de Bitonto

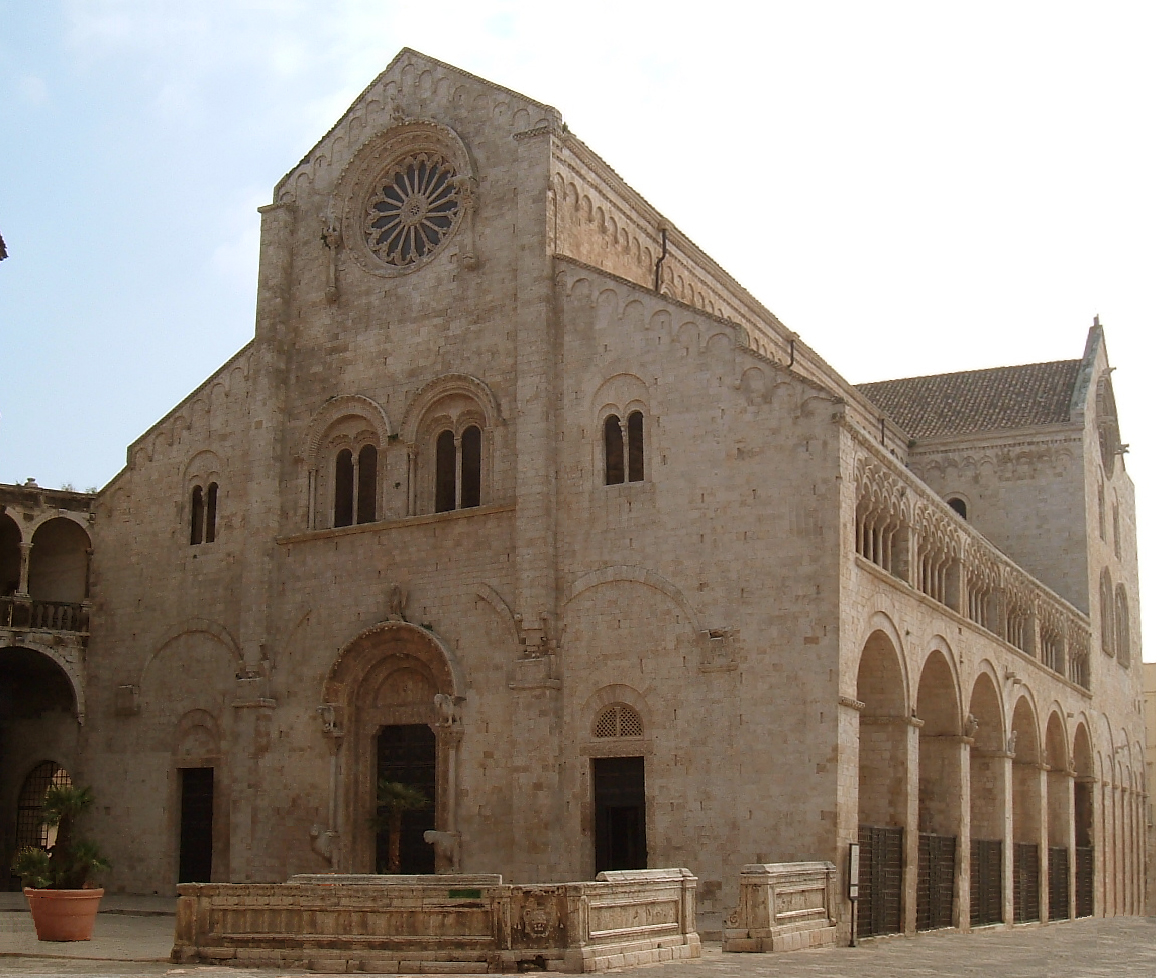
Cathédrale de Bitonto.

Cette page donne la liste des ecclésiastiques catholiques qui ont été faits évêques de Bitonto.

## Diocèse
Le diocèse de Bitonto est un diocèse italien dans les Pouilles avec siège à Bitonto. Le diocèse est fondé au IXe siècle. En 1818 le diocèse de Ruvo (ou Ruo) est uni avec le diocèse de Bitonto dans le diocèse de Ruvo et Bitonto. En 1982 les deux diocèses sont divisés de nouveau, et en 1986 le diocèse de Bitonto est uni avec l'archidiocèse de Bari dans l'archidiocèse de Bari-Bitonto. 

## Évêques de Bitonto
- Andreone ou Andreano (vers 743)
- Arnolfo (vers 1087)
- Jean (1177, 1179)
- Pancrazio da Anagni, O.P. (um 1253)
- Leucio Corasi (vers 1283)
- Giovanni da Ostuni
- Teodorico Borgognoni, OP
- Giacomo Falconacci (vers 1348)
- Enrico Minutoli (1382–1389)
- Jacques
- Jean (um 1392)
- Antoine, O.F.M. (1399- ?)
- Paolo Alfatati (1424–1457)
- Antonio di Reggio, O.P. (1457)
- Andrea Poltroni (1472-1484)
- Battista Pontini (1484-1500) 
  - Giovanni Battista Orsini seniore (1500) (administrateur apostolique)
- Gianfrancesco Orsini (1502-1515)[1]
- Giovanni Battista Orsini iuniore (1517)
  - Giulio de' Medici (1517) (administrateur apostolique)
- Giacomo Orsini (1530)
  - Alessandro Farnese (1530–1532) (administrateur apostolique)
- Lope Alarcón (1532–1537)
  - Alessandro Farnese il giovane (1537–1538) (administrateur apostolique)
- Sebastiano Deli di Castel Durante (1538–1544)
- Cornelio Musso, O.F.M.Conv. (1544–1574)
- Giovanni Fortiguerra (1574–1593)
- Flaminio Parisio (1593–1603)
- Girolamo Bernardino Pallantieri, O.F.M. (1603–1619)
- Giovanni Battista Stella (1619–1622)
- Fabrizio Carafa (1622–1651)
- Alessandro Crescenzi, C.R.S. (1652–1668)
- Tommaso Acquaviva d'Aragona, O.P. (1668–1672)
- Francesco Antonio Gallo (1672–1685)
- Filippo Massarenghi, C.O. (1686–1688)
- Carlo de Ferrari (1689–1700)
- Giovanni Battista Capano, C.R. (1700–1720)
- Domenico Maria Cedronio, O.P. (1720–1722)
- Luca Antonio della Gatta (1722–1737)
- Giovanni Barba (1737–1749)
- Nicola Ferri (1750–1770)
- Orazio Berarducci (1770–1801)
- Sedisvacance  (1801–1819)

## Évêques de Ruvo et Bitonto
- Vincenzo Maria Manieri, O.F.M.Conv. (1819–1834)
- sedisvacance (1834–1838)
- Nicola Marone (1838–1853)
- Vincenzo Materozzi (1853–1884)
- Luigi Bruno (1884–1893)
- Tommaso de Stefano (1893–1898)
- Pasquale Berardi (1898–1921)
- Placido Ferniani (1922–1925)
- Domenico Del Buono (1925–1929)
- Andrea Taccone (1929–1949)
  - Marcello Mimmi (1949–1950) (administrateur apostolique)
- Aurelio Marena (1950–1978)
  - Salvatore Isgrò (1978–1981) (administrateur apostolique)
  - Aldo Garzia (1981–1982) (administrateur apostolique)

## Évêques de Bitonto
- Andrea Mariano Magrassi, O.S.B. (1982–1986) (administrateur apostolique)